# Dolicheremaeus geminus
Dolicheremaeus geminus är en kvalsterart som beskrevs av Durga Charan Mondal och Balsi Chand Kundu 1986. Dolicheremaeus geminus ingår i släktet Dolicheremaeus och familjen Tetracondylidae. Inga underarter finns listade i Catalogue of Life.